# Іоїль (Биковський)
Архімандрит Іоїль (Іван Биковський; 30 березня 1706, м.н. невід. — 25 серпня 1798, м Ярославль, тепер РФ) — ректор Ярославської семінарії, архімандрит, письменник.

## Біографія
З 1741 по 1753 вчився у Києво-Могилянській академії. Биковський здобув у Києво-Могилянській академії блискучу освіту. Особливий вплив на нього справив відомий науковець, письменник, професор, ректор КМА Г. Кониський.
У 1745-46 навчальному році Биковський слухав його курс піїтики, у 1751-52 навчальному році — богослов'я. Обидва курси збереглися у його запису з власноручною поміткою на титульній сторінці; «Scripta et audita ab Ioanne Bykowskj… 1751 Septembri 27 die inchoata» («Записана i прослухана від Іоана Биковського… 27 вересня 1751 року розпочата»).
У 1757 р. студент-богослов прийняв чернечий постриг у Софіївському co6opi. Того ж року Биковський — учитель КМА класу аналогії (фари), де навчалися 159 учнів, 1758 р. — класу інфими.
У 1766—1775 рр. — архімандрит Чернігівського Троїцько — Іллінського монастиря, з 1776 — Ярославського Спасо — Преображенського монастиря і ректор Ярославської семінарії а також цензор релігійних видань.
У липні 1787 р. разом з наказом про ліквідацію ЯрославськогоСпасо-Преображенського монастиря і перетворенням його на «архієрейський дім» звільнений на пенсію, але залишився жити при монастирі.
Архімандрит Іоїль видав «Букварь, или Начальное учение хотящим учитися книг писмены славенскими»(Чернігів, 1765) і трактат «Истина, или Выписка о истине»(Ярославль, 1787). У творі «Истина, ли Выписка о истине» за висновком німецького дослідника Е. Bінтepa, поєднуються ідеї пізнього гуманізму, раннього просвітництва й романтизму, що було характерним для українського просвітництва XVIII ст. Биковський мав велику бібліотеку, що нею, як i бібліотекою монастиря, мали право користуватися студенти семінарії й yci охочі. Бібліотека, яка після смерті її володаря перейшла до Ярославської семінарії, повністю збереглася лише до 1918, але й залишки книг, виявлені російським дослідником В. В. Лук'яновим у бібліотеках Ярославля, свідчать, що її власник був людиною різнобічно освіченою й належав до кола просвітників. У бібліотеці були твори Квінта, Курція Руфа, Августа Аврелія, Василія Кесарійського, Мішеля Монтеня, Еразма Роттердамського, книги з історії філософії, географії, педагогіки, мистецтва, словники, белетристика та ін. У бібліотеці були й старовинні літописи: «Русская летопись по Никонову списку», ч. 1—2. (СПб., 1767—68), «Библиотека российская историческая», ч. 1. (СПб., 1767), в складі якої були «Радзивилловская летопись», «Житие Нестора», «Древняя Российская вивлиофика» (ч. 2—3, 5—9) й кілька «Хронографів».

## Биковський і «Слово о полку Ігоревім»
З ім'ям Биковского пов'язана історія знахідки «Слова о полку Ігоревім». Граф Олексій Мусін-Пушкін пояснює це такими словами: "До того як Спасо-Ярославский монастир став архієрейським будинком управляв ним архімандрит Іоїль Биковский, чоловік просвітлений і любитель словесності. Після знищення штату залишився він в тому монастирі до смерті своєї, як і обіцяв. Останніми роками знаходився він у скруті, тому мій комісіонер купив у нього усі російські книги, в числі яких в одній, під назвою «Хронографія», у кінці і знайдено було «Слово о полку Ігоревім». Навчався Биковський у КМА до страшної пожежі 1780 року, яка спустошила бібліотеку. Проте за браком достатніх палеографічних та лінгвістичних знань він не зміг відповідно оцінити цей рукопис. Зробив це вчений археограф, вихованець КМА М. Бантиш-Каменський, який за дорученням О. Мусіна-Пушкіна готував «Слово» до видання протягом 1792—1798 рр. Після смерті Биковського, у 1800 р. із сенатської друкарні вийшла «Героическая песнь о походе на половцев удельного князя Новгорода Северского Игоря Святославича…» (12 000 примірників). Помер у віці 92 років, похований у Ярославському Тольгському монастирі.